# Zonnestraalkolibrie
De zonnestraalkolibrie (Heliactin bilophus) is een vogel uit de familie Trochilidae (kolibries).

## Verspreiding en leefgebied
Deze soort komt voor in zuidelijk Suriname en noordelijk Brazilië en van oostelijk en zuidoostelijk Brazilië tot oostelijk Bolivia.